# Acktjärnen (Segersta socken, Hälsingland)
Acktjärnen är en sjö i Bollnäs kommun i Hälsingland och ingår i Ljusnans huvudavrinningsområde. Sjön är 11,3 meter djup, har en yta på 0,151 kvadratkilometer och är belägen 161,8 meter över havet.

## Delavrinningsområde
Acktjärnen ingår i det delavrinningsområde (679707-154459) som SMHI kallar för Mynnar i Ljusnans vattendragsyta. Medelhöjden är 138 meter över havet och ytan är 7,74 kvadratkilometer. Det finns inga avrinningsområden uppströms utan avrinningsområdet är högsta punkten. Vattendraget som avvattnar avrinningsområdet har biflödesordning 2, vilket innebär att vattnet flödar genom totalt 2 vattendrag innan det når havet efter 33 kilometer. Avrinningsområdet består mestadels av skog (75 procent) och jordbruk (12 procent). Avrinningsområdet har 0,15 kvadratkilometer vattenytor vilket ger det en sjöprocent på 2 procent.